# Abu Qash
Abu Qash  (Arabisch: ابو قش ) is een Palestijnse stad op de Westelijke Jordaanoever. Abu Qash bevindt zich zes kilometer ten noorden van Ramallah.